# Гідротермальне родовище

Гідротермальне родовище (англ. hydrothermal deposits, нім. hydrothermale Lagerstätten f pl) — поклади корисних копалин, що утворюються з осадів гарячих водних (гідротермальних) розчинів які циркулюють в надрах Землі.
Джерелами гідротермальних розчинів можуть бути:
- магматична вода, що виділяється в надрах Землі з магматичних розплавів у процесі їх застигання і формування вивержених порід;
- метаморфічна вода, що вивільняється в глибоких зонах земної кори з водомістких мінералів при їх перекристалізації;
- зв'язана (похована) вода в порах морських осадових порід, яка починає рухатися внаслідок зміщень в земній корі або під впливом внутрішньоземного тепла;
- метеорна вода, яка проникає по водопроникних пластах у глибини Землі.

Утворення гідротермальних родовищ охоплює великий проміжок часу (від сотень тисяч до десятків мільйонів років), який розпадається на послідовні етапи і стадії. Гідротермальні родовища формувалися в широкому інтервалі глибин — від поверхні Землі до глибини понад 10 км; оптимальні умови для їх утворення визначаються глибиною від декілька сотень м до 5 км. Початкова температура цього процесу 700—600 °C, яка, поступово знижуючись, досягала 50-25 °C. Найпоширеніші форми гідротермальних тіл — жили, шток-верки, пластоподібні і поклади з неправильними контурами. Вони досягають довжини декілька км, при ширині від декілька см до десятків м.

## Класифікація
За складом цінних мінералів виділяють:
- сульфідні, що формують родовища руд міді, цинку, свинцю, молібдену, бісмуту, нікелю, кобальту та ін.;
- оксидні — типові для родовищ руд заліза, вольфраму, танталу, ніобію, олова, урану;
- карбонатні — властиві деяким родовищ руд заліза і марганцю;
- самородні — для золота і срібла;
- силікатні, які утворюють родовища неметалічних корисних копалин (азбест, слюди) і деяких род. руд рідкісних металів (берилій, літій, торій, рідкісноземельні елементи).

За глибиною і температурою утворення поділяють на:
- гіпотермальні,
- мезотермальні,
- епітермальні.

Згідно з ін. класифікацією виділяють:
- плутоногенні,
- вулканогенні,
- магматогенні.